# Orme d'Amérique
Ulmus americana
Espèce
Classification phylogénétique
L'orme d'Amérique, ou orme américain (Ulmus americana), est une espèce de plantes à fleurs de la famille des Ulmaceae. C'est un orme qui pousse notamment dans la vallée du Mississippi, en Nouvelle-Angleterre et dans l'est du Canada, jusqu'au 48e parallèle environ. Il est un des plus grands feuillus de l'est de l'Amérique du nord, il culmine à 35 mètres de haut. Il a une forme facile à identifier, en forme d'urne, avec un tronc long élancé, même en plein champ. C'est l'un des symboles de l’État de Massachusetts aux États-Unis. On appelle aussi cette espèce orme blanc.

## Description

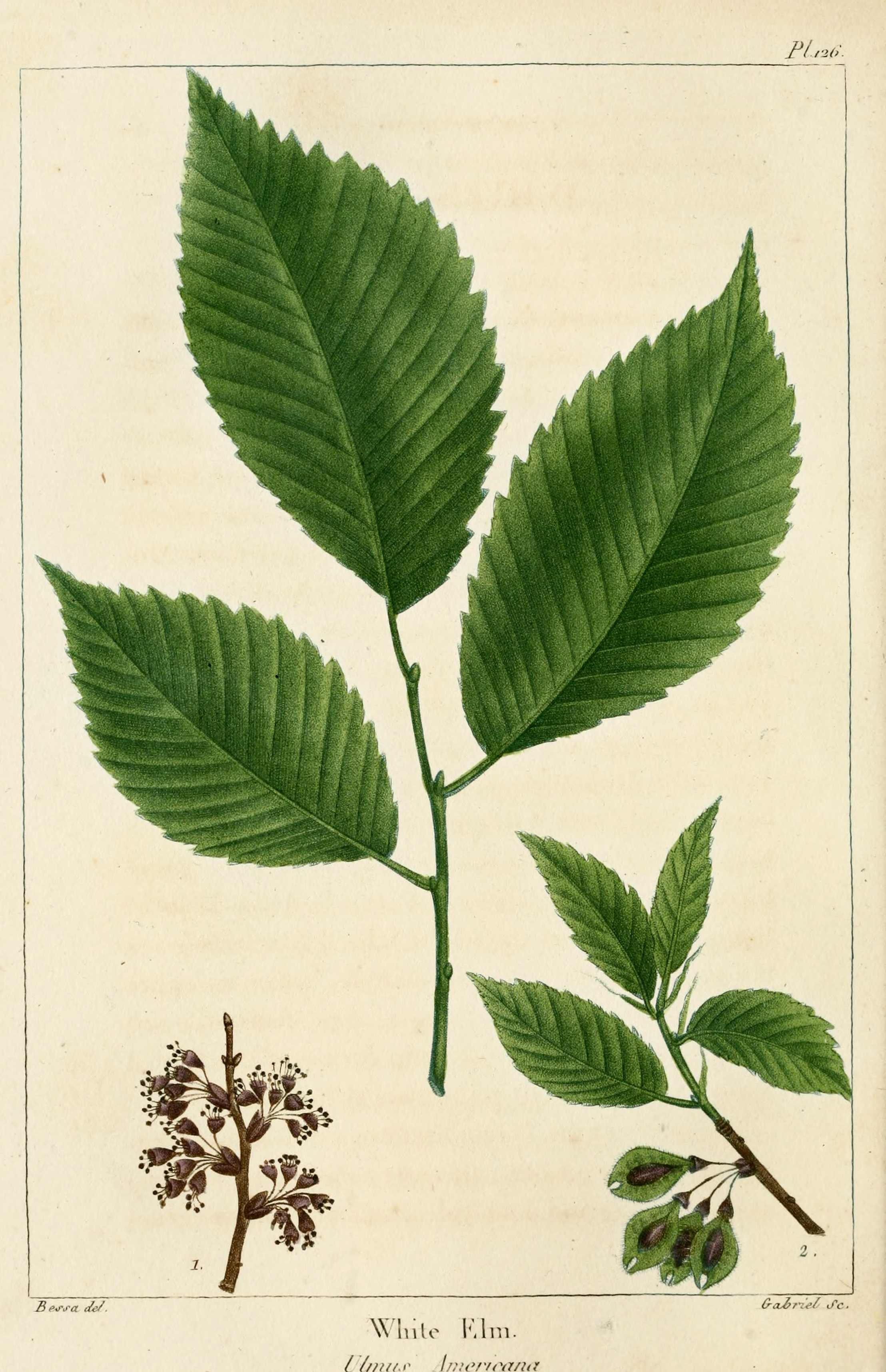
Les feuilles.

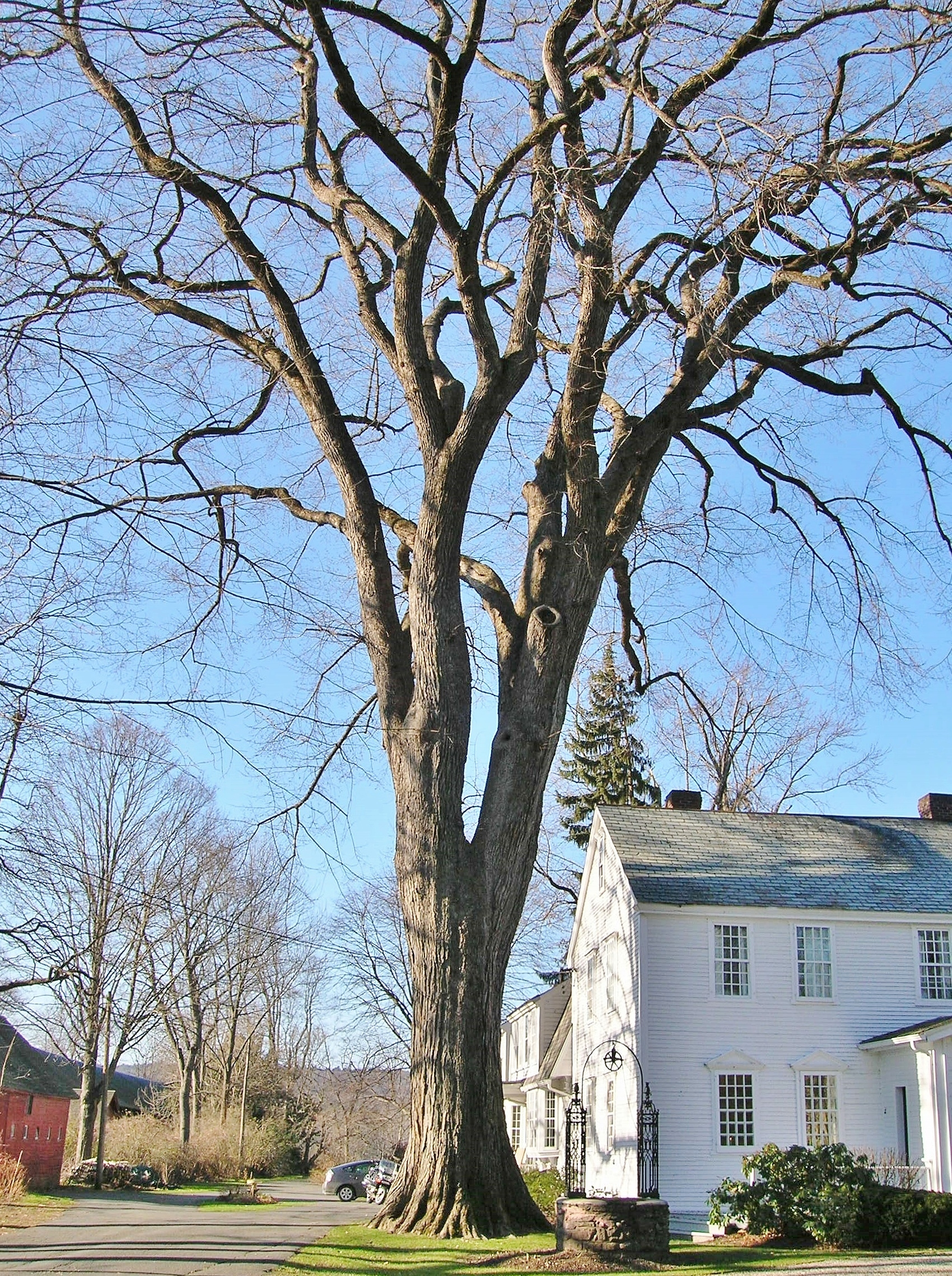

- Hauteur: Jusqu’à 35 m.
- Diamètre: Jusqu’à 175 cm.
- Âge maximal: 200 ans[1].

## Maladie
La survie de l'Orme d'Amérique est gravement menacée par la graphiose de l'orme, infection par un myco-parasite introduit au XXe siècle aux États-Unis, à tel point que les biologistes s'attendent à la disparition totale prochaine de l'espèce dans son habitat. Ce parasite provient d'Asie, il a aussi envahi l'Europe où il a décimé les populations d'ormes indigènes.

## Taxonomie
Le nom correct complet (avec auteur) de ce taxon est Ulmus americana L..
Ce taxon porte en français les noms vernaculaires ou normalisés suivants : orme d'Amérique, orme blanc, orme américain, orme blanc d'Amérique.

### Synonymes
Ulmus americana a pour synonymes :
- Ulmus alba Raf.
- Ulmus americana f. alba (Aiton) Fernald
- Ulmus americana f. americana
- Ulmus americana f. ascendens A.D.Slavin
- Ulmus americana f. columnaris Rehder
- Ulmus americana f. intercedens Fernald
- Ulmus americana f. laevior Fernald
- Ulmus americana f. pendula (Aiton) Fernald
- Ulmus americana f. viridis F.Seym.
- Ulmus americana var. alba Aiton
- Ulmus americana var. aspera Chapm.
- Ulmus americana var. aurea F.L.Temple ex Rehder
- Ulmus americana var. bartramii Planch.
- Ulmus americana var. floridana (Chapm.) Little qui avait été proposée, n'est pas acceptée pour l'heure.
- Ulmus americana var. glabra Planch.
- Ulmus americana var. incisa Loudon
- Ulmus americana var. pendula Aiton
- Ulmus americana var. scabra Spach
- Ulmus americana Aiton
- Ulmus dentata Raf.
- Ulmus floridana Chapman est maintenant considéré comme étant la même espèce que Ulmus americana
- Ulmus fulva subsp. pendula Meehan
- Ulmus mollifolia Marshall
- Ulmus obovata Raf.

## Répartition
Ce taxon se rencontre dans les pays suivants : Canada, États-Unis.